# Баљио Месина (Трапани)
Баљио Месина је насеље у Италији у округу Трапани, региону Сицилија.
Према процени из 2011. у насељу је живело 68 становника. Насеље се налази на надморској висини од 137 м.